# Танака, Маркус Тулио
Маркус Тулио Танака (яп. 田中 マルクス 闘莉王 Танака Марукусу Ту:рио, род. 24 апреля 1981, Палмейра-д’Уэсти, Сан-Паулу), при рождении Маркус Тулио Людзи Мурзани Танака, известный также как просто Тулио — японский футболист, игравший на позиции защитника. Участник чемпионата мира 2010 года в составе национальной сборной Японии.

## Биография
Маркус наполовину японец — по отцовской линии, и наполовину итальянец — по материнской. В возрасте 15 лет Маркус переехал в Японию, чтобы завершить обучение в старшей школе.
Накануне чемпионата мира 2010 провёл два не слишком удачных матча за сборную Японии. 30 мая 2010 года в матче со сборной Англии он открыл счёт в начале первого тайма, откликнувшись на подачу с углового, однако во втором тайме он же сравнял счёт, срезав в свои ворота подачу с фланга игрока сборной Англии. 4 июня 2010 года в матче со сборной Кот-д’Ивуара Танака снова забивает гол в свои ворота, переправив мяч после удара Дидье Дрогба со штрафного, а через несколько минут наносит последнему травму, из-за которой тот едва не пропустил чемпионат мира.